# Randfontein Golf & Country Club
De Randfontein Golf & Country Club is een countryclub in Randfontein, Zuid-Afrika. De club is opgericht in 1926 en heeft een 18-holes golfbaan met een par van 72.
Naast een golfbaan, biedt de club ook zes tennisbanen en een bowlingzaal aan.

## De baan
De golfbaan werd ontworpen door de golfbaanarchitect Robert Grimsdell. De fairways en de tees werden beplant met kikuyugras, een tropische grassoort, en de greens met struisgras.
Er zijn twee grote waterhindernissen aanwezig op de golfbaan.

## Golftoernooien
- Randfontein Classic: 2001